# مصطفى حيداوي
مصطفى حيداوي (1982 - ) من مواليد ولاية أدرار، في الجزائر، عينه رئيس الجمهورية عبد المجيد تبون وزيرا الشباب، مكلّف بللمجلس الأعلى للشباب في 18 نوفمبر  2024.

## المناصب السابقة
عينه رئيس الجمهورية عبد المجيد تبون رئيسًا للمجلس الأعلى للشباب في 14 يونيو 2022، ثم وزيرا للشباب ، مكلّف بللمجلس الأعلى للشباب في 18 نوفمبر 2024.